# Límite de Armstrong

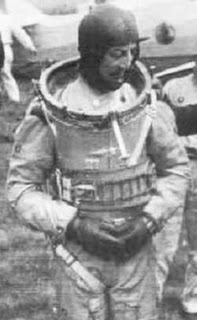
El piloto Mario Pezzi en 1937 usando un traje presurizado para evitar la hipoxia.

El límite de Armstrong, también llamado la línea de Armstrong, es la altitud que produce que la presión atmosférica sea tan baja (0.0618 atmósfera) que el agua hierva a la temperatura normal del cuerpo humano: 37 °C. Lleva el nombre de Harry George Armstrong, quien fundó el Departamento de Medicina Espacial de la Fuerza Aérea de los Estados Unidos (U.S. Air Force’s Department of Space Medicine) en 1947, en la Base Randolph Field, Texas. Armstrong fue el primero en reconocer este fenómeno, que ocurre a una altitud sobre la cual el humano no puede sobrevivir en un ambiente despresurizado. La altura ha sido establecida entre los 18.900 y 19.350 metros.